# سانتا مويرتيه
سانتا مويرتيه أو قديسة الموت أو سيدة الموت هي عبارة عن «إله الموت» في الثقافة المكسيكية. ويتم التقرب لها عن طريق تقديسها وعبادتها من قبل الذين يخشون من الموت أو موت أحد أحبائهم أو يريدون الموت لأحد أعدائهم.

## تاريخ طقس العبادة
عندما أتى الأسبان إلى المكسيك، كان يوجد بها السكان الأصليين وهم من الأزتك والمايا الذين كانوا يقدسون الموت. ولكن بعد مرور السنيين وبعد التعمق في الثقافة المكسيكية أظهر طقسا دينيا تقليديا لا يخلو من الغرابة، وهو عبادة الموت المتمثل بقديسة الموت كما يسمونها، هذه العبادة الغير كاثوليكية (83% من الشعب المكسيكي كاثوليك) تقوم على مبدأ أن الموت يحتل منذ الأزل مكانة مهمة في الثقافة الشعبية المكسيكية، وتتجلى هذه العبادة بتكريم هيكل عظمي على هيئة امرأة، وتقديم الهدايا والتذكارات لها. لذلك طقس عبادة سانتا مويرتيه هو نتيجة لتوفيق البعض ما بين المعتقدات من خلال تمازج حضارتين دينيتين، الأولى هي الكاثوليكية الأسبانية أما الثانية فهي تلك التي يؤمن بها السكان الأصليون والتي تجد في الموت أسسا لها.

## أتباع سانتا مويرتيه
غالبيتهم من يطاردهم أو يحوم حولهم الموت، مثل رجال العصابات والكارتيل أو من يعبرون الحدود الأمريكية. لذلك يعبدونها أملاً في عدم أخذ أرواحهم وحمايتهم أو أخذ أرواح أعدائهم.

## طريقة العبادة
كل شهر، يجتمع مئات الأشخاص عند تمثال سانتا مويرتيه وهم يحملون تماثيل صغيرة لسانتا مويرتيه. فيلبسونها رداء، وكل رداء له لون يُمثل رغبة الشخص، وهي سبعة ألوان:
- الرداء الأبيض: هو الرداء الأكثر شيوعا ويرمز إلى الامتنان، والنقاء، والتطهير من التأثيرات السلبية.
- الرداء الأحمر: يرمز إلى الحب والعائلة.
- الرداء الأخضر: يرمز إلى العدالة وأخذ الحق.
- الرداء الذهبي: يرمز إلى المال والنجاح والطاعة.
- الرداء الأزرق: يرمز إلى الحكمة.
- الرداء البنفسجي أو الأصفر الداكن: يرمز إلى الصحة والشفاء.
- الرداء الأسود: يرمز إلى الحماية من السحر والقوة ضد الأعداء.

و يتم تقديم هذه التماثيل مع الشموع تقرباً إلى قديسة الموت وأملاً في الحصول على رغباتهم.

## انظر ايضًا
- جمجمة الفينيق